# Retilaskeya bicolor
Retilaskeya bicolor är en snäckart som först beskrevs av C. B. Adams 1845.  Retilaskeya bicolor ingår i släktet Retilaskeya och familjen Cerithiopsidae. Inga underarter finns listade i Catalogue of Life.